# Järviseutu ekonomiska region
Järviseutu ekonomiska region (finska: Järviseudun seutukunta) är en av ekonomiska regionerna i landskapet Södra Österbotten i Finland. Folkmängden i ekonomiska regionen uppgick den 1 januari 2013 till 21 871 invånare, regionens totala areal utgjordes av 2 875 kvadratkilometer och därav utgjordes landytan av 2 623  kvadratkilometer.  I Finlands NUTS-indelning representerar regionen nivån LAU 1 (f.d. NUTS 4), och dess nationella kod är 146.

## Förteckning över kommuner
Järviseutu ekonomiska region omfattar följande fem kommuner: 
- Alajärvi stad
- Evijärvi kommun
- Lappajärvi kommun
- Soini kommun
- Vindala kommun

Samtliga kommuners språkliga status är enspråkigt finska. 

### Webbkällor
- Om regionen på Alajärvi stads webbplats (finska) Läst 8 december 2013.